# Mijnała (rejon łachdienpochski)
Mijnała (ros. Мийнала) – osiedle w Rosji, w Karelii, w rejonie łachdienpochskim. W 2010 liczyło 425 mieszkańców.